# Hasankeyf
Hasankeyf (Aramees: ܚܣܢܐ ܕܟܐܦܐ, Ḥesno d-Kifo, "Vesting van steen", Grieks: Κιφας/Kiphas) is een antieke stadvesting met een rijke geschiedenis, gelegen aan de Tigris in de Turkse provincie Batman. De stad wordt voornamelijk bewoond door Koerden.
Als gevolg van de bouw van de Ilisudam in Turkije ontstond een groot stuwmeer, waardoor de antieke stad Hasankeyf onder water verdween. Ter vervanging is een nieuwe stad, Nieuw Hasankeyf, gebouwd, waar de bewoners zijn verhuisd naar ongeveer 700 nieuwe huizen. Enkele historische bouwwerken, zoals moskeeën en monumenten, zijn verplaatst van de oude stad naar de nieuwe locatie.

## Moderne geschiedenis
Op 5 juni 1915 tijdens de Aramese Genocide vond er een massaslachting plaats in de stad. Hasankeyf, gelegen op kliffen boven de rechteroever van de Tigris, was een strategisch dorp en een toegangspoort tot Tur Abdin. Het dorp had een bevolking van ongeveer 500 Aramese christenen, voornamelijk Syrisch-Orthodoxen, maar ook een aantal Syrisch-Protestanten.
De kaïmakam van Midyat gaf via Amin, de zoon van de Koerdische agha van Achkafta, het bevel aan Ahmed Munir, de commandant van het fort, om de christelijke bevolking uit te roeien. Ottomaanse soldaten en lokale Koerdische stammen werkten samen om het bevel uit te voeren. Sommige christenen zochten hun toevlucht in het fort, hopend op bescherming van de commandant, terwijl anderen in hun huizen bleven. Binnen vier uur was de hele bevolking afgeslacht. De lichamen van de slachtoffers werden van de kliffen in de Tigris geworpen. Verslagen beschrijven hoe sommige vrouwen zichzelf in de rivier wierpen om aan verkrachting en moord te ontsnappen. Een aantal christelijke notabelen werd eerst gevangengezet, waaronder de Syrisch-Orthodoxe diaken Zakki en de Syrisch-Protestante leider Gergeos. Zij werden later geëxecuteerd. Niemand overleefde de slachting. Het Kruisklooster, dat diende als zetel van het bisdom, werd volledig verwoest.